# Уилсон, Маргарет
Маргарет Вильгельмина Уилсон (16 января 1882 Траер, Айова, США,— 6 октября 1973) — американская писательница. В 1924 году за роман The Able McLaughlins она была удостоена Пулитцеровской премии за художественную книгу.

## Ранние годы и образование
Уилсон родилась в городе Траер, штат Айова, выросла на ферме  и училась в Чикагском университете, получив ученые степени в 1903 и 1904 годах.

## Карьера
После завершения образования она стала миссионером Объединенной пресвитерианской церкви Северной Америки. Во время службы в индийском регионе Пенджаб она работала в женской школе и в больнице. В 1910 году из-за болезни она вернулась в США и в 1916 году оставила пост миссионера. В 1912–1913 годы она училась на богословском факультете Чикагского университета, затем пять лет преподавала в средней школе Уэст-Пуллмана. Все эти годы она заботилась о своем больном отце и публиковала свои короткие рассказы в различных журналах, включая Atlantic Monthly.
В ее произведениях затрагиваются темы второстепенного статуса женщин и роли религии. Когда в 1923 году она выиграла приз в размере 2000 долларов, предоставленный издательством Harper & Brothers, ее имя было неизвестно, поскольку она подписывала свои рассказы в журнале Harper's Magazine «Пожилая старая дева» (англ. An Elderly Spinster). Ее работа представляет интерес отчасти из-за исследования феминистских проблем в домашнем контексте на фоне черствой судебной системы . Два ее романа основаны на ее опыте в Индии. «Дочери Индии» (англ. Daughters of India) исследуют мир полигамии, а «Брюки из тафты»(англ. Trousers of Taffeta) более конкретно фокусируются на потребности женщины произвести на свет наследника мужского пола.
В 1923 году она вышла замуж за Джорджа Дугласа Тернера, шотландца, с которым познакомилась в Индии, после чего осталась жить в Англии. Тернер был репетитором в колледже Брасеноз в Оксфорде. Позже он служил начальником тюрьмы в Дартмуре. Реформа пенитенциарной системы вдохновила ее на научно-популярное исследование «Преступление наказания» (англ. The Crime of Punishment)  и два романа: «Темная обязанность» (англ. The Dark Duty) и «Храбрая жена» (англ. The Valiant Wife). Помимо восьми взрослых романов, она также написала роман для детей «Тайна сокровищ Девона» (англ. The Devon Treasure Mystery), в котором две девочки и четыре мальчика становятся детективами-любителями и ищут давно потерянное сокровище.

## Работы

### Романы
- Able McLaughlins (1923)
- The Kenworthys (1925)
- The Painted Room (1926)
- Daughters of India (1928)
- Trousers of Taffeta (1929)
- The Dark Duty (1931)
- The Valiant Wife (1933)
- The Law and the McLaughlins (1936)

### Роман для детей
- The Devon Treasure Mystery (1939)

### Нехудожественная литература
- The Crime of Punishment (1931)